# Foreshadowing Our Demise
Foreshadowing Our Demise är det amerikanska death metal-bandet Skinless andra studioalbum. Albumet släpptes den 23 april 2001 genom skivbolaget Relapse Records.

## Låtförteckning
1. "Foreshadowing Our Demise" – 3:57
2. "Smothered" – 5:35
3. "The Optimist" – 5:42
4. "Salvage What's Left" – 3:44
5. "Tug of War Intestines" – 3:16
6. "Affirmation of Hatred" – 5:17
7. "Enslavement" – 5:50
8. "Merrie Melody" – 3:37
9. "Pool of Stool" – 3:50

## Medverkande
Musiker (Skinless-medlemmar)
- Noah Carpenter − sång, gitarr
- Sherwood Webber − sång, percussion
- Joe Keyser − basgitarr
- Bob Beaulac − trummor

Bidragande musiker
- Greg Kennedy – bakgrundssång (spår 5)
- Akim – sampling

Produktion
- Matthew Jacobson – producent
- Sherwood Webber – producent, ljudmix, omslagsdesign
- Bret(t) Portzer – ljudtekniker, ljudmix
- Noah Carpenter – ljudmix
- Paul Benedetti – mastering
- Ira Martin – omslagskonst
- Adam Lewis – logo
- R.C. Van – logo
- Alicia Zumback – foto